# Wolfgang Lenzen
Wolfgang Lenzen (* 4. Februar 1946 in Essen) ist ein deutscher Philosoph. Er war bis zu seiner Emeritierung 2011 Professor für Philosophie an der Universität Osnabrück.

## Werdegang
Wolfgang Lenzen besuchte bis 1965 das Humboldt-Gymnasium Essen. Dann studierte er 1965/66 an der Universität Münster, 1967/68 an der Universität Freiburg i. B. und 1968/69 an der Ludwig-Maximilians-Universität München Mathematik, Philosophie und Kunstgeschichte für das gymnasiale Lehramt. In München bei Wolfgang Stegmüller und Franz von Kutschera entdeckte Lenzen die Analytische Philosophie. 1969 ging er als Hilfskraft und Assistent mit von Kutschera nach Regensburg. 1972 erfolgte die Promotion mit der Dissertation „Theorien der Bestätigung wissenschaftlicher Hypothesen“. Die logischen Probleme der Bestätigungsbegriffe (bei Karl Raimund Popper und Carl Gustav Hempel) und logische Unverträglichkeiten der verschiedenen Anforderungen an Bestätigungsbegriffe wurden geklärt. 1979 wurde Lenzen in Philosophie habilitiert („Glauben, Wissen und Wahrscheinlichkeit“) und folgte 1981 dem Ruf auf eine ordentliche Professur für Philosophie an die junge Universität Osnabrück. Im Jahr 2011 wurde Lenzen emeritiert.

## Bioethik
Lenzen legte eine Bioethik vor, die vor allem auf zwei einfachen Prinzipien beruht: 1. dem Fremdschädigungsverbot ‚neminem laedere’, 2. einer quasi-hedonistischen Wertlehre, nach der sich der Wert einer Handlung für einen Menschen als die Summe (bzw. die Veränderung der Summe) des  (erwarteten) Werts aller darauf folgenden Episoden im Leben ergibt. Daraus leitet er ein moderates, eingeschränktes Verbot der Abtreibung, eine liberale Sexualethik, nach der erlaubt ist, was niemand anderen schädigt, und liberale Positionen im Bereich der Gentechnologie ab. Lenzens Reflexionen gingen in über 20 Aufsätzen zur Angewandten Ethik und eine Monographie ein: „Liebe, Leben, Tod – Eine moralphilosophische Studie“ (1999).

## Kognitionswissenschaften
Lenzens Interesse an Fragen der künstlichen Intelligenz führte zur Gründung der ‚Computerlinguistik’ und später ‚Kognitionswissenschaften’ an der Universität Osnabrück. Forschungen zur Philosophie des Geistes kamen hinzu.

## Ausgewählte Werke
- 1990 "Das System der Leibnizschen Logik"
- 2004 "Calculus Universalis – Studien zur Logik von Gottfried Wilhelm Leibniz"
- 2007 „Magische Ziele“ (über den Ausdauer- und Extremsport mit Betrachtungen zur freiwilligen Selbstquälerei im Sport)
- Der Wert des Lebens – Möglichkeit und Grenzen eines pragmatischen Ansatzes (ohne Jahr)